# Football Club Fleury 91 (féminines)
Maillots
Actualités
La section féminine du Football Club Fleury 91 est un club féminin de football français fondé en 2003 sous le nom de Football Club Féminin du Val d'Orge et basé à Fleury-Mérogis. Le club féminin essonnien a fusionné avec le FC Fleury en 2017, année de sa montée en première division.
L'équipe première est entraînée par Frédéric Biancalani et participe en 2024-2025 au championnat de première division pour la 8e saison consécutive. Elle joue ses matchs à domicile au stade Robert-Bobin à Bondoufle.

## Histoire

### Le club féminin du Val d'Orge (2003-2017)
Sous l'impulsion de quelques dirigeants, deux équipes de jeunes filles, une équipe moins de 13 ans et une équipe moins de 16 ans, sont formées en 1997 à l'US Fleury-Mérogis. En 2002, l'entente Fleury-Morsang est créée dans le cadre de la communauté d'agglomération du Val d'Orge. L'équipe sénior évolue alors en Promotion d'Honneur. En juillet de la même année est créée l'Association amicale des présidents des clubs de football de l'Essonne (AAPCFE) présidée par Pascal Bovis, président du club de Fleury. Cette association va mener à la création un an plus tard, en juin 2003, d'un club d'agglomération 100% féminin, le Football Club Féminin du Val d'Orge (FCF Val d'Orge), regroupant 70 licenciées.

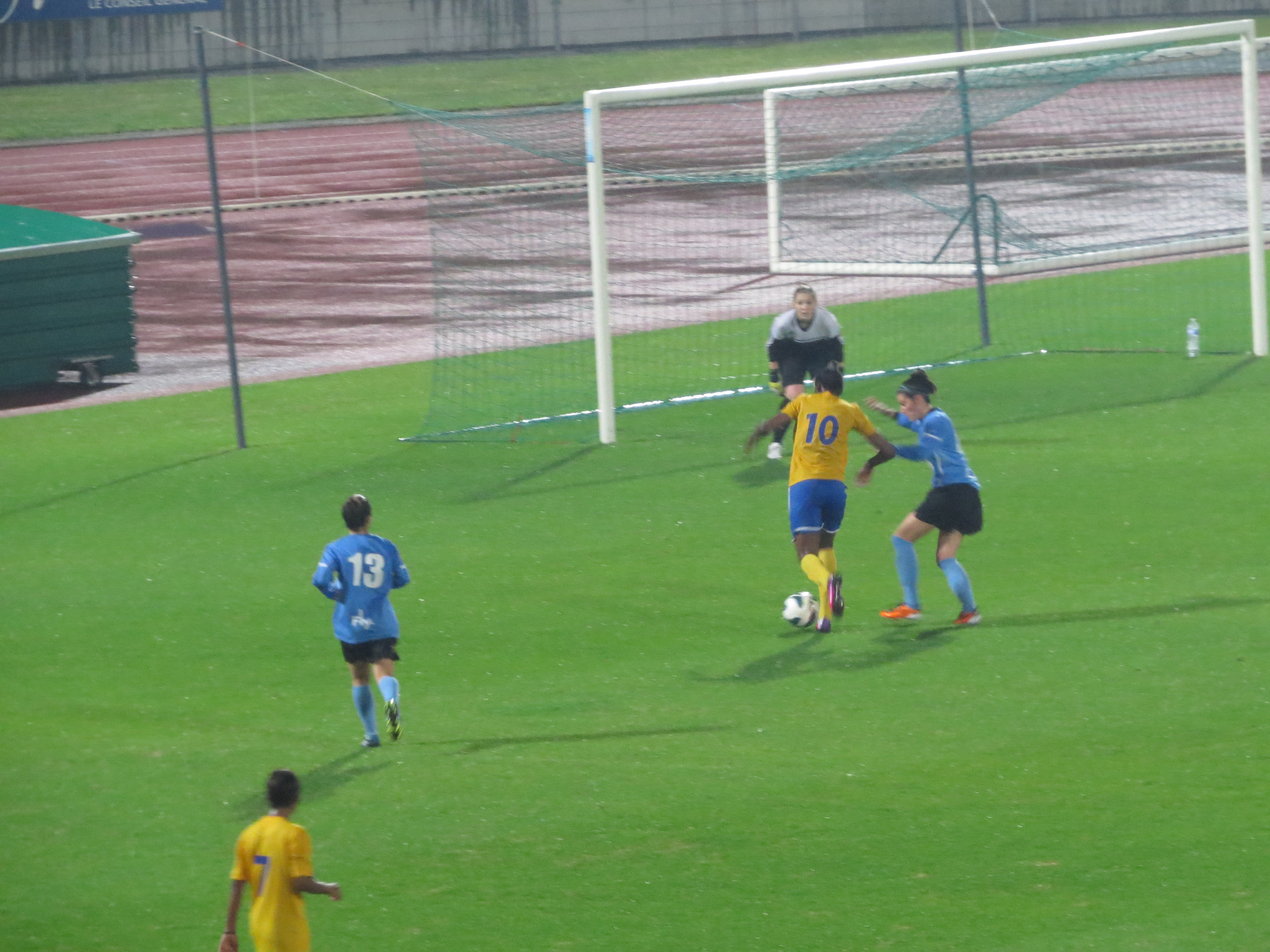
Une défenseure du FCF Val d'Orge à la lutte avec une joueuse de la VGA Saint-Maur lors d'un match amical le 27 août 2013.

Le club atteint la Division d'Honneur Régionale (DHR) en 2005 puis monte en Division d'Honneur en 2006. En progression constante dans ce championnat, 6es en 2009, 5es en 2011 puis 2es en 2012, les filles du Val d'Orge obtiennent en mai 2012 leur montée en Division 2 après une victoire contre Besançon (4-3) dans le groupe C du Championnat interrégional. Un an plus tard, alors qu'elles luttent pour leur maintien, les Essonniennes atteignent pour la première fois les huitièmes de finale de la Coupe du France. Contre Hénin-Beaumont, leader de D2, elles perdent un but à cinq. Durant ses années en D2, le club du Val d'Orge bénéficie de son positionnement derrière Juvisy pour recruter des joueuses juvisiennes en manque de temps de jeu.

### Montée en puissance de Fleury en D1 (depuis 2017)
Disposant du plus petit budget de D2 avec seulement 150 000 €, le club du Val d'Orge a la nécessité de se rapprocher d'un club avec des moyens plus importants afin de perdurer. Ainsi, le 20 mars 2017, après deux années de discussion et de concertation, le FCF Val d'Orge et le FC Fleury 91, ayant été à l'origine de la création du club féminin, annoncent leur fusion dès la saison suivante, les droits sportifs du FCF Val d'Orge étant transférés à Fleury, dont l'équipe masculine évolue en CFA. La nouvelle entité est nommée FC Fleury 91 Cœur d'Essonne, en référence à la nouvelle agglomération, et rassemble près de 1 000 licenciés, dont 300 féminines. Pascal Bovis, garde la direction du club tandis que Daniel Carric, alors président du Val d'Orge, prend la vice-présidence du club fusionné et reste à la tête de la section féminine,. En parallèle, entraînée par le duo composé de Lionel Cure et de Nicolas Carric, l'équipe sénior termine en tête du groupe B de D2 et est donc promue en Division 1. Sous sa nouvelle bannière, le club met alors des moyens importants pour recruter des joueuses telles que Salma Amani et Maryne Gignoux (Guingamp), Léonie Multari (OM), Teninsoun Sissoko et Maéva Clemaron (Saint-Etienne) ou encore Sarah Palacin (PSG), de retour dans son club formateur.
Lors de la saison 2018-2019, Jean-Claude Daix prend la direction de l'équipe. L'équipe comptait dans ses rangs, l'internationale française Maéva Clemaron, qui a participé à la Coupe du monde 2019 en France. En janvier 2020, David Fanzel dirige l'équipe avec de nouveaux renforts internationaux notamment les danoises Rikke Sevecke, Cecilie Sandvej et Stine Larsen ainsi que la française Laëtitia Philippe. Lors de la saison 2021-2022, l'équipe de Fabrice Abriel atteint la demi-finale de la Coupe de France, une première pour le groupe floriacumois. Face au PSG, elles mènent rapidement 2-0 (buts de Rosemonde Kouassi et Grâce Yango) avant d'être renversées 2-4. En 2023, le club a mis à jour son blason en y ajoutant pour inclure le logo «CRF» du géant brésilien CR Flamengo, club qui partage les mêmes couleurs rouge et noir que Fleury 91.  En mars 2023, Fleury récidive en accédant aux demi-finales de Coupe de France pour la deuxième année d'affilée. Affrontant cette fois-ci l'Olympique lyonnais, les Floriacumoises sont défaites 2 à 0. Sous la direction d'Abriel, les joueuses de Fleury progressent de façon importante puisqu'elles atteignent deux saisons d'affilée la 4e place du championnat, le club devenant ainsi un acteur incontournable du football féminin français.
En 2023, Fleury crée son centre de formation féminin agréé, dirigé par l'ancienne sélectionneure des Bleues Élisabeth Loisel.

### Identité visuelle

Logo du FCF Val d'Orge
Logo du FCF Val d'Orge
Logo du FC Fleury 91 Cœur d'Essonne de 2017 à 2019
Logo du FC Fleury 91 de 2019 à 2023
Logo du FC Fleury 91 de juin à novembre 2023.
Logo du FC Fleury 91 depuis novembre 2023.

## Résultats sportifs

### Palmarès
| Compétitions nationales                                                                                     | Compétitions régionales |
| --- | --- |
| - Division 2 - Vice-champion en 2017 - Coupe de France - Finaliste en 2024 - Demi-finaliste en 2022 et 2023 | - Coupe de Paris (2) - Vainqueur en 2014 et 2016 - Coupe de l'Essonne (2) - Vainqueur en 2005, 2008 et 2009 - Finaliste en 2006, 2007, 2010, 2011 et 2014 |

### Bilan saison par saison
Le tableau suivant retrace le parcours du club depuis sa création sous le nom de FCF Val d'Orge, puis sous le nom de FC Fleury 91 depuis 2017.
| Saison    | Division 1 | Division 2  | Divisions régionales            | Coupe de France     |
| --------- | ---------- | ----------- | ------------------------------- | ------------------- |
| 2003-2004 | -          | -           | Promotion d'Honneur             | Non connu           |
| 2004-2005 | -          | -           | Promotion d'Honneur             | Non connu           |
| 2005-2006 | -          | -           | Division d'Honneur Régionale    | 4e tour régional    |
| 2006-2007 | -          | -           | Division d'Honneur              | 3e tour régional    |
| 2007-2008 | -          | -           | Division d'Honneur              | 2e tour régional    |
| 2008-2009 | -          | -           | 6e (Division d'Honneur)         | 4e tour régional    |
| 2009-2010 | -          | -           | Division d'Honneur              | 3e tour régional    |
| 2010-2011 | -          | -           | 4e (DH Gr. B) 5e (Challenge DH) | 32es de finale      |
| 2011-2012 | -          | -           | 2e (DH Gr. B) 1er (CIR Gr. C)   | 4e tour régional    |
| 2012-2013 | -          | 10e (Gr. B) | -                               | 8es de finale       |
| 2013-2014 | -          | 10e (Gr. A) | -                               | 32es de finale      |
| 2014-2015 | -          | 8e (Gr. B)  | -                               | 2e tour fédéral     |
| 2015-2016 | -          | 3e (Gr. A)  | -                               | 8es de finale       |
| 2016-2017 | -          | 1er (Gr. B) | -                               | 2e tour fédéral     |
| 2017-2018 | 8e         | -           | -                               | 16es de finale      |
| 2018-2019 | 9e         | -           | -                               | Quarts de finale    |
| 2019-2020 | 7e         | -           | -                               | 16es de finale      |
| 2020-2021 | 9e         | -           | -                               | Compétition arrêtée |
| 2021-2022 | 4e         | -           | -                               | Demi-finales        |
| 2022-2023 | 4e         | -           | -                               | Demi-finales        |
| 2023-2024 | 5e         | -           | -                               | Finalistes          |

## Effectif professionnel actuel

### Joueuses prêtées
Le tableau suivant liste les joueuses en prêt pour la saison 2023-2024.

## Personnalités du club

### Présidents
Présidents du FCF Val d'Orge
- Brigitte Hamon (jusqu'en 2014)
- Daniel Carric (2014-2017)

Président du FC Fleury 91
- Pascal Bovis
  -  Daniel Carric (président de la section féminine)

### Entraîneurs
- Nicolas Carric[21] (jusqu'en 2012)
- Nicolas Carric et Lionel Grosdésirs (2012-2014)
- Nicolas Carric et Stéphane Breut (2014)
- Nicolas Carric et Lionel Cure[7] (2015-2018)
- Jean-Claude Daix[11] (2018-2019)
- Éric Michel[22] (fév.-mars 2019)
- Habib Boumezoued[23] (mars-nov. 2019)
- David Fanzel[24] (2019-2021)
- Fabrice Abriel[25] (2021-2024)
- Frédéric Biancalani (depuis 2024)

### Joueuses emblématiques

#### Joueuses les plus capées
| Rang | Joueuses            | Période     | D1  | D2  | DH  | CdF | Total |
| 1er  | Charlotte Fernandes | depuis 2014 | 101 | 38  | -   | 13+ | 152   |
| 2e   | Danaé Dunord        | 2011-2019   | 17  | 103 | 1+5 | 9+  | 135   |
| 2e   | Félicia Mollet      | 2011-2018   | 3   | 105 | 2+6 | 6+  | 122   |
| 4e   | Audrey Maquerlot    | 2008-2017   | -   | 81  | 2+6 | 7+  | 96    |
| 5e   | Sandra Chatoux      | 2011-2016   | -   | 71  | 1+5 | 6+  | 83    |

#### Meilleures buteuses
| Rang | Joueuses              | Période   | D1 | D2 | DH  | CdF | Total |
| 1er  | Danaé Dunord          | 2011-2019 | 2  | 38 | 0+7 | 2+  | 49    |
| 2e   | Sandra Chatoux        | 2011-2016 | -  | 22 | 0+6 | 4+  | 32    |
| 3e   | Luce Ndolo Ewelé      | 2014-2016 | -  | 31 | -   | 0   | 31    |
| 4e   | Corinne Lebailly      | 2014-2018 | 0  | 25 | -   | 3+  | 28    |
| 5e   | Julie Machart-Rabanne | 2016-2020 | 8  | 14 | -   | 0   | 22    |

#### Joueuses étrangères
Depuis 2019, Fleury s'appuie sur de nombreuses joueuses étrangères souvent internationales pour performer. En 2020, l'entraîneur David Fanzel affirmait que les étrangères « nous apportent cette envie de travailler tout le temps. Elles entrainent tout le groupe vers le haut ».
Le club a ainsi réussi à attirer la gardienne internationale finlandaise Katriina Talaslahti en provenance de l'OL qui signe 7 clean-sheets en 2021-2022. Cette même saison, la Polonaise Nikola Karczewska marque neuf buts tandis que l'Ivoirienne Rosemonde Kouassi est élue deux fois joueuse du mois.
Le tableau suivant retrace la liste des joueuses étrangères passées par le FC Fleury 91.
| Pays           | Nb. | Joueuses |
| -------------- | --- | --- |
| Canada         | 6   | Alexandria Lamontagne (2018-2019) - Melissa Roy (2018-2019) - Sonia O'Neill (2019) - Marie Levasseur (2021-2023) - Miranda Smith (2021-2022) - Tianna Harris (2023-) |
| États-Unis     | 4   | Maddie Bauer (en) (2019) - Charlotte Williams (2019-2020) - Hannah Diaz (en) (2019-2021) - Celeste Boureille (2020-2021)                                             |
| Danemark       | 4   | Stine Larsen (2019-2020) - Rikke Sevecke (2019-2020) - Cecilie Sandvej (2019-2021) - Kamilla Karlsen (2021)                                                          |
| Pologne        | 4   | Dominika Grabowska (2020-) - Ewelina Kamczyk (2021-) - Nikola Karczewska (2021-2022) - Dominika Kopińska (2023-)                                                     |
| Algérie        | 3   | Marine Dafeur (2019-) - Imane Chebel (2021-2022) - Chloé N'Gazi (2022-)                                                                                              |
| Côte d'Ivoire  | 3   | Mariam Diakité (2021-) - Rosemonde Kouassi (2021-) - Inès Konan (2022-)                                                                                              |
| Cameroun       | 3   | Falone Meffometou (2019-) - Grâce Yango (2021-2023) - Bernadette Ngaseh Mbele (2014-)                                                                                |
| Suède          | 2   | Julia Spetsmark (2020-2021) - Michelle De Jongh (2021) |
| Maroc          | 2   | Salma Amani (2017-2019) - Sarah Kassi (2021-) |
| Angleterre     | 1   | Jenna Dear (2019-2021) |
| Norvège        | 1   | Anja Sønstevold (2020-2021) |
| Australie      | 1   | Emma Checker (2020) |
| Finlande       | 1   | Katriina Talaslahti (2021-2023) |
| Espagne        | 1   | María Díaz Cirauqui (en) (2021-2022) |
| Jamaïque       | 1   | Chantelle Swaby (2022-) |
| Afrique du Sud | 1   | Ode Fulutudilu (2022-2023) |
| Haïti          | 1   | Batcheba Louis (2022-) |
| Panama         | 1   | Aldrith Quintero (en) (2023-) |
| Portugal       | 1   | Ágata Filipa (en) (2023-) |
| Ghana          | 1   | Evelyn Badu (2024-) |

## Structures du club

### Stades et centre d'entraînement
Le club du Val d'Orge étant le club d'une agglomération regroupant neuf communes, il n'a pendant longtemps pas disposé d'infrastructures propres et était ballotté d'un stade à l'autre dans l'agglo, même s'il était officiellement basé à Sainte-Geneviève-des-Bois. Ainsi, les entrainements se déroulaient à Morsang-sur-Orge ou Saint-Michel-sur-Orge sur des terrains prêtées par les clubs masculins,. Surnommées les « sans-domicile-fixe du foot », les joueuses jouait à domicile souvent à Saint-Michel mais aussi à Savigny-sur-Orge ou même à Étampes. Il leur arrivait de découvrir leur terrain d'accueil le jour du match, comme lors du 8e de finale de Coupe de France contre Hénin-Beaumont en mars 2013.
Grâce à la fusion avec Fleury en 2017, le section féminine joue désormais au stade Auguste-Gentelet à Fleury-Mérogis, le terrain n'étant toutefois pas homologué. De 2020 à 2023, les féminines évoluent au stade Walter-Felder à Fleury, sur un synthétique qui subit parfois des critiques. En 2023, à la suite du rapatriement du Paris FC féminin à Charléty, le FC Fleury récupère le stade Robert-Bobin de Bondoufle pour y jouer ses matchs à domicile.

## Rivalité
Le FC Fleury 91 entretient une rivalité avec le Paris FC, avec qui il dispute le derby de l'Essonne. En effet, le Paris FC a pris la succession du FCF Juvisy, club historique du football féminin français, situé à Juvisy-sur-Orge, en Essonne à l'instar de Fleury. En 2017, le club juvisien se tourne vers le Paris FC et perd peu à peu son ancrage essonnien. Il dispute toujours cependant jusqu'en 2022 ses matches au stade Robert-Bobin de Bondoufle, en étant prioritaire sur le FC Fleury, ce qui engendre des tensions entre les deux équipes. Ces tensions politiques sont également liées à l'attribution des subventions par le département de l'Essonne, qui distribuait en 2017 quelques 236 000 € à Juvisy contre seulement 15 000 € au voisin Fleury. À partir de la saison 2021-2022, les deux équipes sont à la lutte pour la 3e place du championnat, qualificative pour la Ligue des champions. Le 16 septembre 2022, le derby essonnien dégénère et Fleury termine le match à 9 contre 11 après les exclusions de Léa Le Garrec et Rosemonde Kouassi.
Malgré ces tensions, de nombreuses joueuses passent d'un club à l'autre, à l'image de Charlotte Fernandes ou Daphne Corboz.